# Castelo de Berleburg

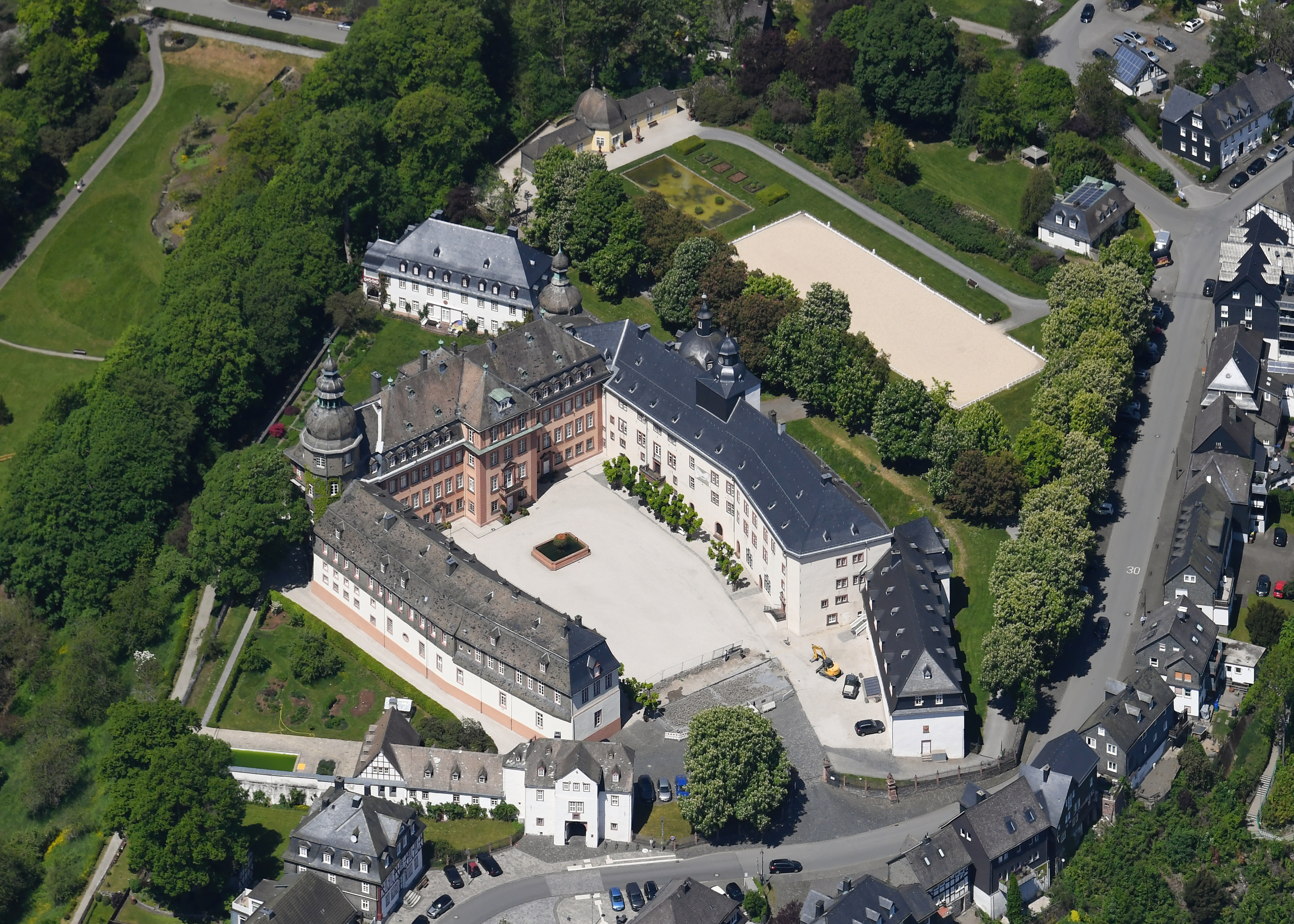
Vista aérea do Castelo de Berleburg

O Castelo de Berlegurg é a residência oficial dos Príncipes de Sayn-Wittgenstein-Berleburg.
Está situado na cidade de Bad Berleburg, uma localidade rural com vastas florestas no norte da Renânia, Alemanha, e tem uma história de mais de 600 anos. 
A propriedade está atualmente ocupada por Gustavo, 7º Príncipe de Sayn-Wittgenstein-Berleburg, filho mais velho e herdeiro de Ricardo, 6.º Príncipe de Sayn-Wittgenstein-Berleburg e  Princesa Benedita da Dinamarca.

## História
O castelo foi construído em 1258 pelo Conde Siegfried e por Adolf I no topo de uma colina. A regra de que o local tivesse dois ocupantes terminou em 1322, quando Widekind von Grafschaft renunciou a seus direitos em favor de Siegfried II de Wittgenstein. Depois que ele morreu como o último dos Condes de Wittgenstein, seu genro Salentin von Sayn herdou a propriedade e fundou a Casa de Sayn-Wittgenstein, quando Berleburg serviu de pavilhão de caça, em frente ao qual se estendia uma pequena vila. 
Em 1506, o condado de Wittgenstein foi dividido e o Conde Johann mudou-se para o antigo pavilhão de caça, iniciando em 1531 a construção de um palácio residencial. Nos anos de 1555 a 1557, seu sobrinho Conde Ludwig ampliou a ala norte e em 1585 a sua frente foi construída. Durante o reinado do Conde Casimiro, a ala central de três andares foi construída de 1731 a 1733 e reconstruída em 1902. De 1732 a 1739, o corps de logis do Castelofoi construído de acordo com os planos de Julius Ludwig Rothweil. Durante uma reforma em 1912, Friedrich von Thiersch acrescentou as torres laterais e mudou a escada. 
Em junho de 2022, Gustavo, 7º Príncipe de Sayn-Wittgenstein-Berleburg e sua noiva contraíram núpcias no local. 

### Museu
Uma parte do castelo foi transformada num museu, com exposição de equipamentos de caça, armas, artigos de vestuário de época, porcelana e e obras de arte que pertenceram aos seus residentes ao longo dos séculos. 

### Visitação pública
O local fica aberto ao público, que podem conhecer a história da casa principesca de Sayn-Wittgenstein, visitar alguns salões, o salão principal, um dos quartos de hóspedes, a capela do castelo e caminhar pelos jardins. 

## Sumário
- Este artigo foi inicialmente traduzido, total ou parcialmente, do artigo da Wikipédia em alemão cujo título é «Schloss Berleburg».